# Emilie Skolmen
Emilie Skolmen Kaafjeld, född 12 december 1992 i Oslo, är en norsk skådespelare, programledare och musiker.

## Biografi
Skolmen föddes i Oslo 1992. Skolmens mor är programledarn Tine Skolmen. Morfadern är skådespelaren Jon Skolmen och morbrorn är skådespelaren Christian Skolmen.
Skolmen deltog i musiktävlingen Melodi Grand Prix Junior (MGPjr) 2002 med gruppen Slush och sången Febersky. 
Sin programledarkarriär inledde Skolmen 2014 då hon tog över som programledare för Eurojackpot på TV 2 efter Aylar Lie. 
Året därpå, 2015, medverkade hon som reporter i Magnus Devolds humorprogram Kjendiskveld på TVNorge. Skolmen medverkade 2016–2017 i komediserien Sølvrekka på TV 2. Mellan 2017 och 2018 programledde Skolmen programmet Otto har fått nok tillsammans med Otto Jespersen.